# Fundulus rubrifrons
Fundulus rubrifrons är en fiskart som först beskrevs av Jordan, 1880.  Fundulus rubrifrons ingår i släktet Fundulus och familjen Fundulidae. Inga underarter finns listade i Catalogue of Life.
Arten blir upp till 7,8 cm lång. Hos äldre hannar är huvudet och främre delen av bålen tydlig röd. Fisken kan lätt förväxlas med Fundulus cingulatus.
Denna fisk lever i träskmarker och vattendrag i Florida och södra Georgia. Exemplaren gömmer sig ofta i växtligheten.
För beståndet är inga hot kända. Hela populationen antas vara stor. IUCN listar arten som livskraftig (LC).